# Pepetela

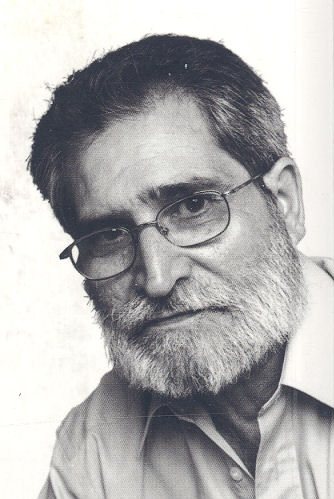
Arthur Pestana genannt „Pepetela“

Pepetela – eigentlich Artur Carlos Maurício Pestana dos Santos – (* 19. Oktober 1941 in Benguela, Angola) ist ein angolanischer Schriftsteller, Politiker und Befreiungskämpfer portugiesischer Abstammung. Der Künstlername Pepetela bedeutet auf Umbundu „Wimper“, angelehnt an seinen Nachnamen Pestana, das portugiesische Wort für Wimper.

## Leben und Werk
Pepetela studierte ab 1958 Ingenieurwesen und Soziologie an der Universität Lissabon und Algier. In Algier gründete er gemeinsam mit Henrique Abranches das Centro de Estudos Angolanos (Zentrum für Angola-Studien). Er kämpfte für die Unabhängigkeit Angolas und schloss sich 1969 der Guerilla in der Provinz Cabinda an. Nach der Unabhängigkeit Angolas war Pepetela Vizeminister für Bildung und ist seit 1982 Soziologie-Professor an der Fakultät für Architektur und Kunst an der staatlichen Universidade Agostinho Neto in Luanda. Im Rahmen des Berliner Künstlerprogramms des DAAD hat er 1991/92 in Berlin gelebt, wo der Roman A Geração da Utopia entstanden ist. 1997 erhielt er den Prémio Camões, den wichtigsten Literaturpreis des portugiesischen Sprachraums.

## Werke (Auswahl)
- A Revolta da Casa dos Ídolos (1979)
- Ngunga, Der Kinderbuchverlag, Berlin (1981)
- Mayombe, Volk und Welt, Berlin (1983)
- Yaka (1985)
- O Cão e os Caluandas (1985), dt.: Der Hund und die Leute von Luanda, edition südliches afrika, Bonn (1985)
- Schöpfungsregen der Yaka, Volk und Welt, Berlin (1988)
- A Geração da Utopia (1992)
- A gloriosa Familia (1999)
- A Montanha da Água Lilás (2000)
- Jaime Bunda, Geheimagent, ISBN 3-293-20354-X, Originaltitel: Jaime Bunda, Agente Secreto (2001)
- Jaime Bunda e a Morte do Americano (2003)
- Lueji. O nascimento de um império (2004)
- Predadores (2005)
- O Planalto e a Estepe (2009)

## Auszeichnungen
- 1997 Prémio Camões
- 1999 Prinz-Claus-Preis
- 2002 Rio-Branco-Orden, Brasilien